# Gantz: O
Pour plus de détails, voir Fiche technique et Distribution.
Gantz: O est un film d'animation japonais réalisé par Yasushi Kawamura et Keiichi Satō, sorti en 2016.
Il est inspiré du manga Gantz écrit et dessiné par Hiroya Oku.

## Synopsis
Dans un contexte mystérieux, un jeune lycéen Masaru Kato revient à la vie après avoir été tué sur le quai d'une gare. Il fait la rencontre d'autres personnes ressuscitées qui lui expliquent qu'il doit combattre des monstres qui sévissent dans les grandes villes japonaises, telles que Tokyo et Osaka, afin de survivre et pouvoir rentrer chez lui un jour retrouver son petit frère. Dans ce monde apocalyptique et amoral, il va tenter de sauver un maximum d'habitants avec l'aide de ses coéquipiers.

## Fiche technique
- Titre : Gantz: O
- Réalisation : Yasushi Kawamura et Keiichi Satô
- Scénario : Tsutomu Kuroiwa d'après le manga Gantz de Hiroya Oku
- Musique : Yorihiro Ike
- Montage : Ryō Hayano
- Production : Meng Hee Wee
- Société de production : Digital Frontier
- Pays :  Japon
- Genre : Animation, action, drame, thriller et science-fiction
- Durée : 95 minutes
- Dates de sortie : 
  -  Japon : 14 octobre 2016
  - Netflix : 24 octobre 2022

## Distribution
| Personnages      | Japonais         |
| ---------------- | ---------------- |
| Masaru Kato      | Daisuke Ono      |
| Ansu Yamasaki    | Mao Ichimichi    |
| Reika Shimohira  | Saori Hayami     |
| Joichiro Nishi   | Tomohiro Kaku    |
| Yoshikazu Suzuki | Shuuichi Ikeda   |
| Nurarihyon       | Masane Tsukayama |
| Susumu Kimura    | Masaya Onosaka   |